# Planetväxel

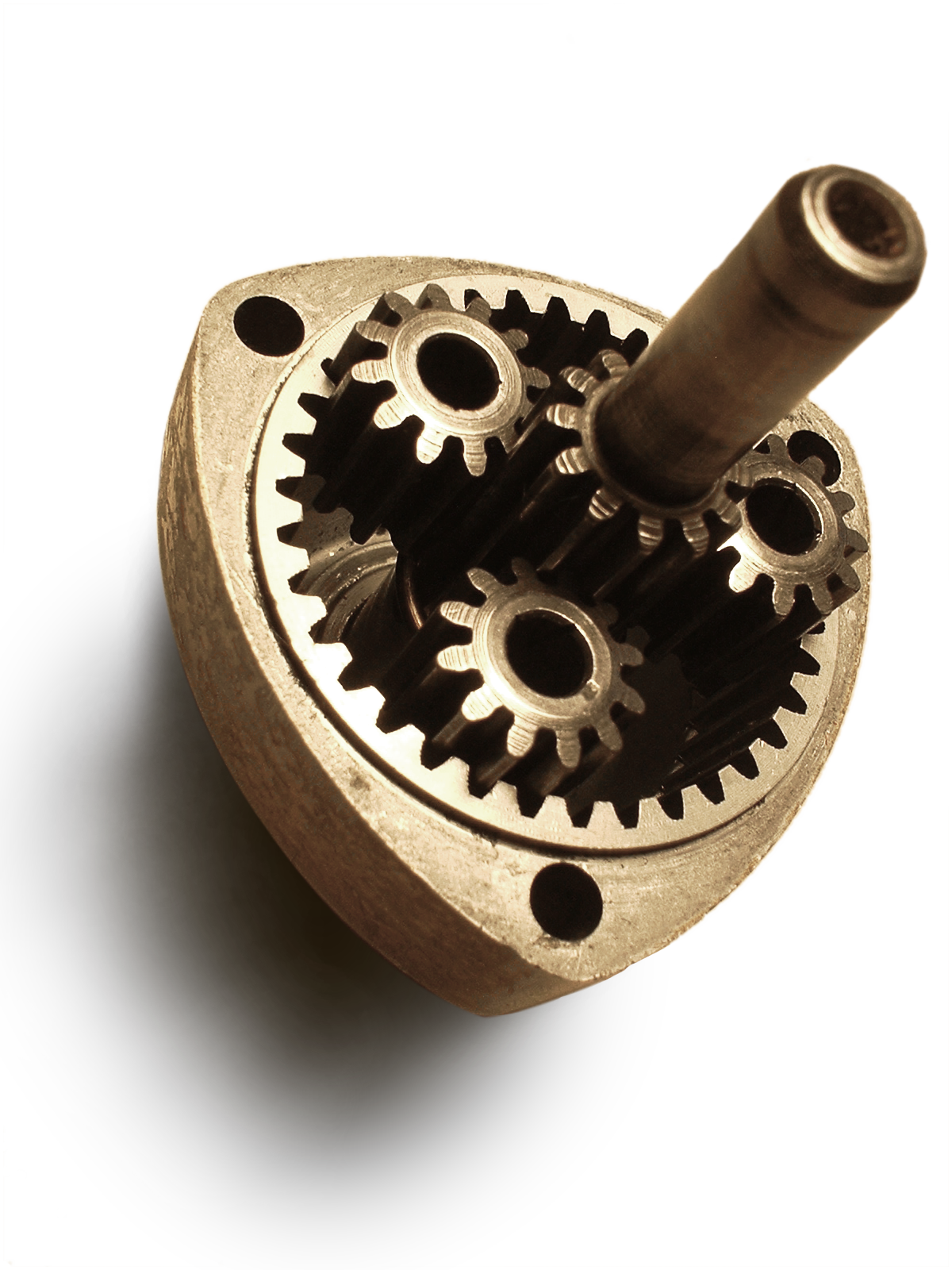
En enkel planetväxel

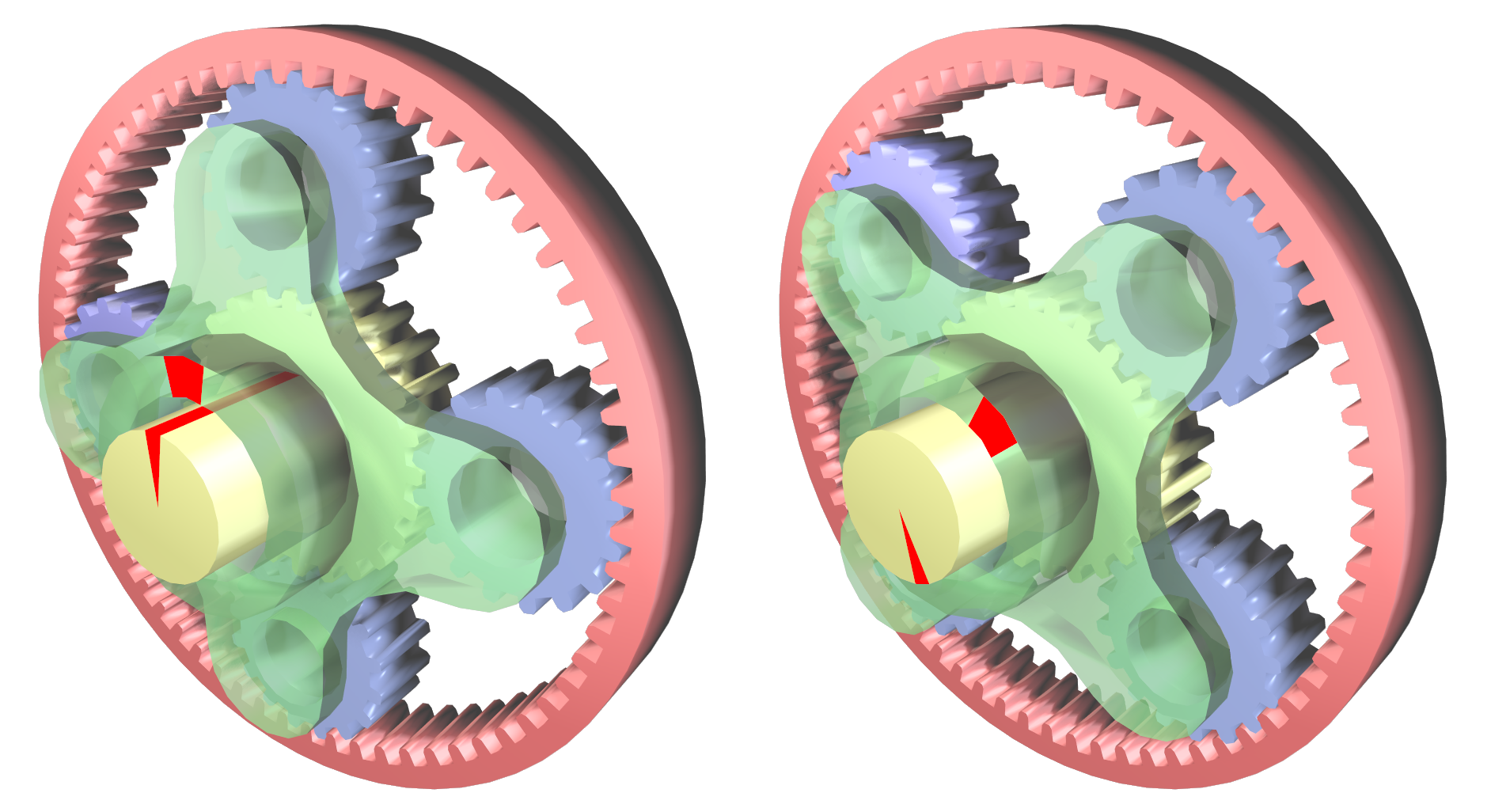
En planetväxel används här för att öka utgående hastighet. Planetbäraren (grön) drivs av ett ingående moment. Planethjulen (blå) överför utgående moment till solhjulet (gult), eftersom ringhjulet hålls låst. De röda märkena visar lägena före och efter att planetbäraren har vridits ca 30° medurs.

En planetväxel är ett sammansatt transmissionsystem, bestående av flera olika transmissionselement, vanligen i form av kugghjul. Den består då av ett eller flera yttre kugghjul, satellithjul eller planethjul, som roterar omkring ett centralt kugghjul, ett inre solhjul. Vanligen är satellithjulen monterade på en rörlig bärare, som i sin tur kan rotera i förhållande till solhjulet på en egen axel, koncentrisk med solhjulets axel. En planetväxel måste dessutom också inkludera ett yttre drev i form av en kuggring, en ytterring. Alla kuggelement är ständigt i kontakt, men de olika axlarna kan i vissa utföranden låsas individuellt för att uppfylla olika utväxlingsändamål. Planethjulets rörelse kring solhjulet är epicyklisk, därav namnet planetväxel.
Det kan vara svårt att överblicka alla möjliga utväxlingar (och tillhörande momentfördelningar) som kan erhållas från en planetväxel, eftersom det finns många sätt för en ingående rotation att överföras till en utgående rotation. De tre grundläggande komponenterna, var och en på sin egen centralaxel, i en vanlig planetväxel är:
- Solhjul: det inre, centrala kugghjulet
- Planetbärare: håller minst ett, vanligen tre eller flera, kugghjul som roterar runt solhjulet
- Ytterring: en yttre kuggring med inåtvända kuggar, i kontakt med planethjulet (-hjulen). Utgörs ofta av en del av växelkroppen.

I många tillämpningar är en av de tre komponenterna stationär (fix), medan en av de två övriga komponenterna förmedlar ingående rörelse som utgör drivande kraft till systemet. Den tredje komponenten förmedlar då utgående kraft och rörelse från systemet. Den resulterande utväxlingen beror dels på antalet kuggar i varje del av systemet, dels på vilken (om någon) av axlarna som hålls låst.

## Utväxling
Genom att driva, bromsa och ta ut kraft från de olika delarna i olika kombinationer kan man få en nedväxling, uppväxling eller ändra rotationsriktning (backväxel). Med flera planetväxlar ihopkopplade kan man få fler utväxlingar. Hur stor uppväxling man får beror även på den proportionella storleken av de ingående kugghjulen.

## Användningsområden
Planetväxlar används bland annat i automatväxellådor, skruvdragare och helikoptrar. De förekommer också i lastbilars drivhjul som en navreduktionsväxel. En annan tillämpning är cyklar med navväxel. T-Forden var utrustad med en manuell planetväxellåda. En vanlig pennvässare innehåller en planetväxel, där dreven inte är parallella, utan vinklade. En modernare uppfinning är hybridbilar, t.ex. Toyota Prius, som har en typ av planetväxel för att koppla ihop förbränningsmotorn och elmotorn med drivhjulen med möjlighet att fördela kraften mellan dem.
Planetväxelns bästa egenskaper är att den kan byggas i modulsystem för att få hög utväxling på kompakt yta. Planetväxlar är effektivast vid låga varvtal och höga moment. De har också den fördelen att de kan växlas under viss belastning genom att man bromsar eller frikopplar olika delar av växeln. Det är den egenskap som används i många bilars automatlådor, och gör att man kan få en ryckfri växling.
Ett annat användningsområde är att den kan fungera som differential med asymmetrisk momentfördelning. Ett exempel på detta är Subarus VTD-transmission som finns på vissa modeller. Även BMW använde en planetväxel i sina första 4-hjulsdrivna bilar för att fördela mer kraft till bakhjulen och därmed behålla liknande köregenskaper som fanns i de bakhjulsdrivna versionerna.